# Kim So-yeong
Dans ce nom coréen, le nom de famille, Kim, précède le nom personnel.
Pour les articles homonymes, voir Kim.
Kim So-yeong (en coréen : 김소영) est une joueuse de badminton sud-coréenne née le 9 juillet 1992.
Elle reçoit la médaille de bronze en double dames avec Kong Hee-yong lors des Jeux olympiques d'été de 2020 à Tokyo.